# 高原岩鹨
高原岩鹨（学名：Prunella himalayana）为岩鹨科岩鹨属的鸟类。其种加词“himalayana”意为“喜马拉雅山脉的”。分布于巴基斯坦、印度、尼泊尔、锡金以及中国大陆的新疆等地。该物种的模式产地在喜马拉雅山脉地区。